# Kees de Jager
Kees de Jager (neerlandès: Cornelis de Jager)  (Den Burg, 29 d'abril de 1921 - Den Burg, 27 de maig de 2021) va ser un astrònom holandès especialitzat en la predicció de variacions solars per avaluar l'impacte del Sol sobre el clima futur. Va ser secretari general adjunt de la Unió Astronòmica Internacional del 1967 al 1970, després secretari general del 1970 al 1973. També va ser director de l'Observatori d'Utrecht. Va ser membre del Committee for the Scientific Investigation of Claims of the Paranormal.

## Biografia
Nascut a Den Burg, Kees de Jager va estudiar a les Índies Orientals Neerlandeses. Del 1939 al 1945, va estudiar matemàtiques, física i astronomia a la Universitat d'Utrecht,. El 13 d'octubre de 1952, va obtenir el doctorat amb una tesi titulada The Sun's Hydrogen Spectrum. El seu supervisor va ser Marcel Minnaert.
Kees de Jager va treballar sobre estrelles i física solar, on és un dels redactors fundadors de la revista Solar Physics. El 1980, va ser l'investigador principal de l'espectròmetre d'imatges de raigs X (HXIS) a bord del satèl·lit Solar Maximum Mission. El seu treball sobre erupcions solars es realitza sovint en col·laboració amb Zdeněk Švestka.
A partir de 1978, Kees de Jager va fer un treball notable sobre les estrelles més brillants, anomenades hipergegants. Del 1960 al 1986 va ser professor a la Universitat d'Utrecht,.
Les investigacions posteriors de Kees de Jager se centren a predir les variacions solars per avaluar l'impacte del Sol en el clima futur.

## Distincions i guardons
El 1969 es va convertir en membre de la Reial Acadèmia Holandesa d'Arts i Ciències. El 1990 va ser elegit membre de l'Acadèmia Europaea.
- Medalla Karl-Schwarzschild de 1974.[11]
- Premi Jules Janssen de 1984.[8]
- 1988 Medalla d'Or de la Reial Societat Astronòmica per a l'Astronomia.[12]
- 1988 Premi George Ellery Hale atorgat per la Divisió de Física Solar de la American Astronomical Society.[13]
- 1990 Comitè per a la Investigació Escèptica En braços de la Raó premi atorgat a Kees de

| « | contribucions notables a la ciència i la seva forta crítica a les pseudociències | » |

L'asteroide de Jager 3798de Jager és batejat en honor seu.
Kees de Jager mor el 27 de maig de 2021, menys d'un mes després de convertir-se en centenari.